# 優駿
『優駿』（ゆうしゅん）とは日本中央競馬会 (JRA) の機関広報誌として発行されている競馬情報の専門雑誌（月刊誌）である。書店扱いを販売の中心とする機関紙としては日本最大級の売り上げ部数を誇ると言われている。発行元は中央競馬ピーアール・センター。1941年5月創刊。

## 概要
直近に行われた中央競馬の主要競走の関連特集をカラーグラビアで紹介するほか海外・地方競馬の情報、競馬に関する科学関連項目などを網羅し、それ以外にも読者投稿コーナーなどを掲載している。2005年3月号より内容を大幅にリニューアルし、付録として過去の名馬を取り上げたドキュメンタリー（ナレーター・三原徹司）や前月の重賞競走をノーカット編集した実況映像集（JRAの公式映像とラジオNIKKEI担当の公式音源使用）を収めたDVDソフトが毎号添付されるようになったが、2015年2月号をもって廃止となり、2015年3月号～2016年12月号は写真集・2017年3月号～2017年12月号はポストカード3枚セットとなって、2018年3月号からは毎年1月号のカレンダーと2月号のDVDを除いて完全廃止となった。
かつては競馬関係者向けの機関紙であったため、より専門的な内容が誌面の多くを占めており、競馬・馬畜業界にとっての学術誌的な色彩がより強かった。日本中央競馬会が競馬共助会から発行を引き継いだ1964年1月号以降、編集部の意向もあって寺山修司らの著名な作家や競馬新聞の関係者などにより執筆された記事が増加し広報誌・情報誌としての色彩が強くなり、競馬の大衆化の一翼を担う存在となった。読者アンケートを参考に誌面を刷新した1982年3月号以降は、さらに進んでより一般読者向けの記事が多くを占める編集スタイルへと変遷していった。ただし現在でもウマ類にまつわる獣医学や動物解剖学、競走馬育成技術の最新情報をその道の専門家が解説するものなど、馬券情報や競馬ロマンの読物が中核をなす一般的な競馬雑誌や競馬ライターでは到底扱いきれない様な高度な専門性と知見に基づいた内容の記事が掲載されることは珍しいものではなく、学術誌的な要素を内含している一面は健在である。

## 歴史
優駿は日本中央競馬会の前身にあたる日本競馬会の機関誌として、雑誌『家の光』の編集者であった鍵山博史を編集長に迎えて1941年5月に創刊された雑誌である。創刊当時は戦時下につき雑誌の新創刊が規制されており、このため鍵山が取り扱っていた雑誌『競馬資料』、および買収した数誌を統合するという形で優駿が誕生している。「優駿」という誌名は『競馬資料』における公募で決定したもので、日本ダービーこと東京優駿から名を取ったものである。創刊当時の定価は30銭であった。
創刊号には菊池寛や高村光太郎らによる競馬に関した随筆のほか、当時の時勢から軍事関係の記事も掲載されていた。特に軍事関連はその後の太平洋戦争に突入するに従って増えていくことになる。1941年12月号ではセントライトの京都農林省賞典四歳呼馬（のちの菊花賞）優勝を報じており、その記事中で「三栄冠馬」という表現で日本競馬初の三冠達成を伝えている。
戦時下の競馬開催休止に伴い、優駿も1945年1・2月合併号をもって休刊したが、終戦後の1946年3月号で復刊を果たしている。翌年1947年に日本競馬会がGHQにより解散させられると、優駿は競馬共助会に移されて発行が続けられたが、共助会時代は予算の不足などから地味な内容に留まっていた。
1963年に発行元が日本中央競馬会に移され、編集長として新たに雑誌『競馬週報』（啓衆社）の編集者であった宇佐美恒雄を迎えている。宇佐美が編集長をしていた時代は出身誌からの影響を強く受け、牧場や厩舎へのルポ報告やインタビュー、作家陣による随筆や評論などが多く掲載されるようになった。これによって、それまで競馬・畜産関係者へ向けた機関誌でしかなかった優駿は、この頃に競馬ファンを対象とした雑誌へと変化した。また出身であった啓衆社が身売りすることになった時には、当時『競馬週報』で行われていた年度代表馬の選考の役目を引き取っており、後のJRA賞の前身としている。
1981年に宇佐美が亡くなると、同誌の編集者であった福田喜久男が編集長に就任した。福田は当時フリーの編集者であった和田久を編集実務の責任者に据える体制を敷き、「女性が手にできる雑誌」をコンセプトに写真・イラストなどを増やしていった。この新誌面は、発行部数は飛躍的に伸びる成功を収めていた。1981年9月号より、発行元が中央競馬ピーアール・センターに移っており、現在も同所より発行されている。

## 発売日
毎月25日ごろに全国のJRA競馬場、ウインズ、および全国主要書店などで発売。号数の月次は発売翌月で表示する（3月発売分が4月号）。ただし6月号は東京優駿（日本ダービー）、1月号は有馬記念の特集を掲載するため1週間程度早く発売する。2月号も1990年代ごろまでは1週間程度遅れて発売していた（現在は不明）。
一時期、ラジオたんぱが発行していた競馬雑誌『馬劇場』（現在は休刊）が発売日を当誌と同じ日に設定していたことから買い間違えてしまう競馬初心者が少なくなかったという。

## コンクール・コンテスト

### 優駿エッセイ賞
1983年から「優駿エッセイ賞」が開催されている。これまでの主な受賞者に吉永みち子、青木るえか、河村清明、小林常浩らがおり競馬ライターの登龍門的な存在として認知されている。
「エッセイ賞」開催以前の1968年と1972年にも懸賞論文・随筆の公募が行われている（同年12月号にて結果発表）。1968年は「わたしと競馬」のテーマで寺山修司・山口瞳・与謝野秀による選考の結果、西野ひろよしと萱谷基之の2名が一等賞を受賞した。

### その他のコンクール・コンテスト
以前は「優駿フォト・コンテスト」も開催されていたが、現在は休止している。1986年から1988年にかけては「優駿マンガ・グランプリ」を開催したこともある。

## 増刊号
- 中央競馬の前年度の成績や記録、主要競走の写真などを収めたダイジェスト本が2009年まで[11]発行されていた。最初はハードカバーで『蹄跡』の名称だった。のちに雑誌形態となり『グラフ優駿』と改題し、さらに『TURF HERO』（ターフヒーロー）へと改題されたが、馬主や公共機関への配布用に「グラフ優駿」名義の同内容の冊子も引き続き製作された（こちらは配布用なので定価が入っていない）。
- 上記とは別に1991年に『優駿』創刊50周年を記念して『TURF』という名の増刊号が発行された。

## おもなコーナー

### 現在掲載中のもの
- 杉本清の競馬談義（終了した下記の対談企画の後継として掲載。1985年3月号から）
- P.S.元気です（地方競馬に移籍した馬の近況を報告するコーナー）
- ケイバ村から…（山田きみおによる4コマ漫画。1985年3月号から）
- ウマのハナムケ→うましか!-ウマのハナムケ 奈良編-→うまカモ!-ウマのハナムケ 京都編- ウマハナ厩舎（2014年5月号からタイトル変更、2016年5月号から再度タイトルを変更）
- まれに天使のいる場所（草薙渉によるエッセイ）
- 日々是反省!井崎脩五郎の競馬てれすこ日記

以下は、読者からの投稿によるコーナーである。
- アトリエゆうしゅん（イラストの投稿）
- リーダーズEYE（写真の投稿）
- ダジャレの教室
- クイズ
- ファンのキモチ実況中継
- 馬名 命名選手権
- 馬名の由来、尋ねます
- 優駿俳壇（入船亭扇橋 選）
- 川柳ステークス（立川末広 選）

### 終了したもの
- 文化人のホストによる対談企画があり、大橋巨泉（「巨泉対談」）、水の江滝子（「ターキーのべらんめい対談」）、石川喬司（「馬家先生のパカパカ問答」）らがホストを務めた。
- ごあいきょダッフィー（ノグチアキラによる漫画）
- ダッフィーのイラスト塾
- 週末だけの恋人（高橋直子、阿木絢子）
- 競馬マスコミ用語辞典（山河拓也）
- マジカル競馬者ツアー（山河拓也）
- やぶにらみエッセイ（井崎脩五郎。後期は片山まさゆきがイラストを担当した）
- 猫万馬（ねこまんま）優駿日記（柳瀬尚紀）→馬名プロファイラーの日記帳（柳瀬尚紀）
- ムツゴロウの馬を訪ねて地球一周（畑正憲）
- 徳光和夫の私も80になりました。

## 発行部数
- 創刊号 - 7000部[12]
- 1963年 - 3000部あまり[13]、または4000部[14]
- 1971年 - 23000部[14]
- 1976年 - 30000部[13]
- 1983年 - 約40000部[15]

## その他
JRAに馬主登録のある馬主には無料で毎月24日に郵送されていたが、中央競馬の売り上げ減につき現在は無料での郵送を止めている。
また、2021年の創刊80周年と2023年に創刊950号を迎えるのを記念して、2023年1月18日23:00（初回生放送）から『水曜馬スペ!・日本競馬とともに～「優駿」81年のあゆみ』が放送された。同番組は、優駿80年の歴史を振り返りつつ、小説家・競馬ライターの吉川良、写真家の山本輝一、フリーアナウンサーの杉本清、優駿アンバサダーの騎手・武豊によるインタビュー（進行・島田明宏）を放送した。